# Astrée (Q200)
Pour les articles homonymes, voir Astrée.

L'Astrée (Q200) était un sous-marin français de classe Aurore. 

## Historique
Sa construction, commencée avant la Seconde Guerre mondiale, a été très ralentie par l'invasion de la France en juin 1940. Lors de l'armistice, elle est à 11% d'achèvement et elle devient UF 3 (Uboot Franzözich n°3) pour les forces allemandes
Elle a repris après-guerre alors qu'il ne restait que la quille et les couples, et l'Astrée a servi du 1er 1950 a 1965. Il est affecté à la 1re escadrille de sous-marin de l'arsenal de Toulon et sert à des exercices avec le Groupe d'Action Sous-Marine. Elle teste la torpille DTCN L3 en 1956 ou 1957.
Désarmé le 12 décembre 1965. Elle a parcouru 200 000 milles nautiques, dont 7 000 heures en plongée. Vendu pour démolition à Toulon en 1966 et démantelé à Gènes.